# Associação Portuguesa de Editores e Livreiros

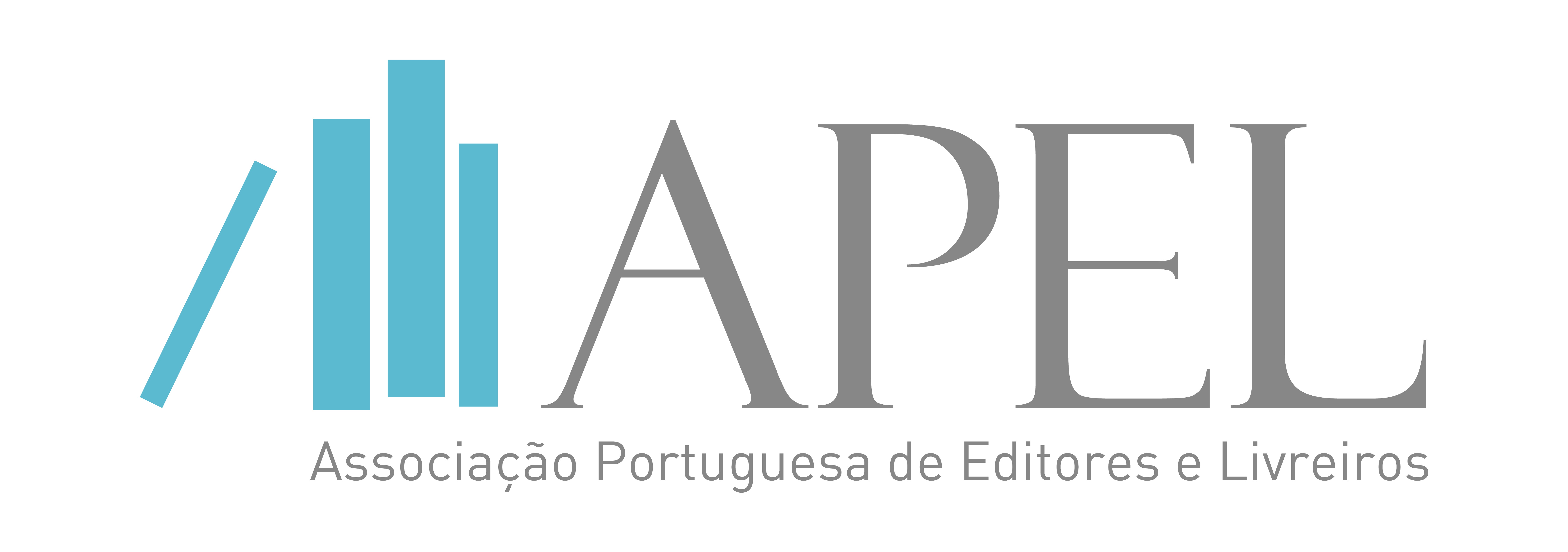

A Associação Portuguesa de Editores e Livreiros (APEL) é uma associação sem fins lucrativos, de pessoas singulares e colectivas que exerçam, em Portugal, as actividades de editor, livreiro, alfarrabista, distribuidor, revendedor ou exportador de livros.

## História
A Associação Portuguesa de Editores e Livreiros (APEL) foi criada em 3 de maio de 1974, na sequência da Revolução de 25 de Abril.
A associação substituiu o organismo que, no âmbito do sistema corporativo português, se ocupava deste setor, o Grémio Nacional dos Editores e Livreiros.
A APEL tem a sua origem na Associação de Classe dos Livreiros de Portugal, fundada em 23 de julho de 1927, por dezanove livreiros, que, em 13 de junho de 1939, no quadro da concretização do sistema corporativo introduzido pelo Estado Novo, tinha sido substituída pelo Grémio Nacional dos Livreiros Nacionais.

## ISBN
A APEL é a agência nacional do sistema International Standard Book Number (ISBN).

## Organizações de que é membro
A APEL é membro:
- Da União Internacional de Editores (UIE);[5]
- Da Federação Europeia de Livreiros (EBF);[6]
- Da Federação dos Editores Europeus (FEE) (membro fundador);[7]
- Do Centro Regional para o Fomento do Livro na América Latina e no Caribe (CERLALC). Centro Regional para el Fomento del Libro en América Latina y el Caribe</ref>